# 菲尔瑙
菲尔瑙（德語：Viernau，發音：[ˈfiːɐ̯naʊ]）是德国图林根州施马尔卡尔登-迈宁根县曾经的一个市镇，面积15.9平方千米，2017年12月31日人口为1,926人。2019年1月1日，菲尔瑙所在的哈瑟尔格伦德管理共同体解散，其与另外5个成员市镇并入市镇施泰因巴赫-哈伦贝格。